# Mike Imber
Michael „Mike“ John Imber (* November 1940 in Banbury; † 28. April 2011 in Neuseeland) war ein neuseeländischer Ornithologe britischer Herkunft. Sein Forschungsschwerpunkt waren die Röhrennasen (Procellariiformes).

## Leben
Imber wurde im November 1940 während eines Luftangriffs geboren. Nach dem Krieg lebte er mit seiner Mutter in Banffshire im Nordosten Schottlands, wo er an der Fordyce Academy ausgebildet wurde und 1958 ein Bildungszertifikat erhielt. Bald darauf wanderte er mit seiner Mutter und einem Bruder nach Neuseeland aus. Nach einem sechsjährigen Studium an der Massey University in Wellington in den frühen 1960er Jahren erlangte er den Bachelor of Science und den Master of Science. Seine Abschlussarbeit verfasste er über das Thema Reproductive  physiology of  rodents  in  relation  to  population  density. 1965 heiratete Imber Miriel Aitchison. Aus dieser Ehe gingen drei Kinder hervor. 
Im Januar 1966 wurde Imber Mitarbeiter beim New Zealand Wildlife Service (seit 1987 Department of Conservation), wo er bis zu seinem Ruhestand im Jahr 2006 tätig war. Obwohl er ursprünglich ein Promotionsstudium an der Victoria University of Wellington absolvieren wollte, arbeitete er weiter für den New Zealand Wildlife Service. 1987 erhielt Imber einen Doktortitel der Naturwissenschaften an der Massey University für seine zahlreichen wissenschaftliche Arbeiten zu Seevögeln und insbesondere über die Ursprünge, die Phylogenie und Taxonomie von Hakensturmtauchern (Pterodroma).
Imber widmete sich zunächst dem Studium der Populationsdynamik von Kanadagänsen. Die Erforschung der Sturmvögel begann 1968 mit Gould-Sturmvögeln auf Moutohora Island. 1971 folgten Studien über die Cooksturmvögel und die Schwarzsturmvögel auf Te Hauturu-o-Toi / Little Barrier Island. 1979 reiste Imber zu den Prinz-Edward-Inseln, wo er den ersten Bruterfolg des Schwarzbauch-Meerläufers (Fregetta tropica) auf der Prinz-Edward-Insel, einer wenig besuchten Insel der Gruppe, bestätigen konnte. Im selben Jahr besuchte er auch die Gough-Insel im Südatlantik im Rahmen des South African National Antarctic Programme, wo er in der Umgebung der Nester von Tristan-Albatrossen (Diomedea dabbenena) hochgewürgte Tintenfischschnäbel sammelte. Dieses Zusammentragen von unverdauten Kopffüßer-Überresten war eine frühe Technik von Imber, um die Beute von Sturmvögeln und Albatrossen bestimmen zu können.
1981 beschrieb Imber die Unterart Procellaria leucoptera caledonica des Weißflügel-Sturmvogels und 2001 mit Alan J. D. Tennyson den Vanuatusturmvogel (Pterodroma occulta). 1991 klassifizierte er den Jamaika-Sturmvogel (Pterodroma caribbea) als eigenständige Art, der zuvor als Farbmorphe oder als Unterart des Teufelssturmvogels (Pterodroma hasita) betrachtet wurde.
Imber war Autor beziehungsweise Co-Autor von mehr als 50 wissenschaftlichen Artikeln. Er verfasste Beiträge zu mehreren Büchern, darunter The Readers Digest Book of Zealand Birds, Handbook of Australian, New Zealand and Antarctic Birds und Checklist of New Zealand Birds.

## Dedikationsnamen
Im Jahr 2015 benannten Alan J. D. Tennyson, Lara D. Shepherd und J. H. Cooper den ausgestorbenen Imber-Sturmvogel (Pterodroma imberi) von den Chathaminseln zu Ehren von Mike Imber. 